# What is Microhistory? Theory and Practice
What is Microhistory? Theory and Practice ist ein Buch von István M. Szijártó und Sigurður Gylfi Magnússon, das 2013 im Verlagshaus Routledge in London erschien. Es untersucht die verschiedenen Strömungen innerhalb der Mikrogeschichte.

## Autorschaft
István M. Szijártó und Sigurður Gylfi Magnússon sind beide Verfechter der Mikrogeschichte. Magnússon ist Vorsitzender des Zentrums für mikrohistorische Forschung an der Reykjavik-Akademie sowie Herausgeber des Journal of Microhistory. Szijártó ist außerordentlicher Professor für Geschichte an der Eötvös-Loránd-Universität in Budapest und Gründer des Microhistory Network, einer internationalen Gruppe von Historikern, die sich mit der Mikrogeschichte befassen.

## Erkenntnisinteresse
What is Microhistory? hat ein zweifaches Ziel. Einerseits werden die wichtigsten Entwicklungen im mikrohistorischen Denken zusammengefasst und die Gemeinsamkeiten verschiedener Werke und Tendenzen aufgezeigt. Auf der anderen Seite wird auf grundlegende Unterschiede hingewiesen und die Schwierigkeiten und Ungewissheiten beleuchtet, die solchen Verallgemeinerungen inhärent sind. Das grundlegende Ziel der Autoren ist es, die vielfältigen, möglichen Gesichtspunkte hervorzuheben, aus denen die Mikrogeschichte beurteilt werden kann.

## Inhalt
Obwohl eine allgemeingültige Definition der Disziplin nicht existiert, versuchen die Autoren aufzuzeigen, was alles unter dem Begriff Mikrogeschichte verstanden werden kann. Sie stellen in diesem Buch eine Anzahl verschiedener Werke und Autoren vor und versuchen sie gegenüberzustellen und einzuordnen. István M. Szijártó und Sigurður Gylfi Magnússon bemühen sich, Hauptmerkmale der Mikrogeschichte zusammenzufassen, den Bereich der Zeitgeschichte miteinzubeziehen und sie im weiteren Sinne mit neueren geisteswissenschaftlichen Arbeiten und untereinander in Verbindung zu bringen.
Die ersten vier Kapitel haben grundsätzlich einen historiografischen Charakter. Sie verwenden sowohl geografische als auch problemorientierte Ansätze. Zunächst werden die verschiedenen Strömungen der Mikrogeschichte nach geografischen Gesichtspunkten dargestellt. Szijártó schreibt über die italienische Microstoria, dabei geht er auf die zwei Beispiele von Giovanni Levis Das immaterielle Erbe und Carlo Ginzburgs Der Käse und die Würmer ein. Er setzt sich anschließend mit der Analyse der dritten und vierten Generation des französischen Annales, der deutschen Alltagsgeschichte und des berühmten Aufsatzes des amerikanischen Historikers Robert Darton Great Cat Massacre auseinander. Die von Magnússon verfassten Kapitel 5 bis 8 sind Fallstudien, mit Ausnahme von Kapitel 7, welches sich mit zeitgenössischen Debatten innerhalb der Mikrogeschichte befasst, insbesondere mit dem Einfluss von Ideen aus der Postmoderne und dem Poststrukturalismus auf die Mikrogeschichte und ihre zukünftige Entwicklung.
Der erste Teil des Buches, von István M. Szijártó, katalogisiert nicht nur westliche (italienische, deutsche, französische und angelsächsische) Bücher und Aufsätze, sondern auch Studien russischer und ungarischer Historiker. Szijártó versucht, die Frage im Titel zu beantworten, indem er drei grundlegende Merkmale mikrohistorischer Werke betrachtet. Zunächst definiert er die Mikrogeschichte als intensive, historische Untersuchung eines genau definierten kleineren Objekts oder eines einzelnen Ereignisses. Szijártó zufolge impliziert diese kleine Analyse nicht, dass mikrohistorische Arbeiten nur Fallstudien sind oder dass ihr Hauptziel lediglich die erschöpfende Untersuchung eines bestimmten lokalen Phänomens ist. Das zweite grundlegende Merkmal der Mikrogeschichte ist die Verwendung von Synekdochen, also die Untersuchung scheinbar unwichtiger Phänomene, anhand welcher Historiker versuchen, große historische Fragen zu beantworten. Die dritte Besonderheit der Mikrogeschichte hängt mit der vorhergehenden zusammen und wirft ein Licht auf die ideologischen und politischen Interessen der Mikrogeschichte. Laut Szijártó sind für Mikrohistoriker Menschen, die in der Vergangenheit gelebt haben, keine Marionetten großer historischer Kräfte, sondern gelten als bewusste Akteure. Das zweite Merkmal der Mikrogeschichte impliziert nicht, dass die Ereignisse auf der Mikroebene lediglich Miniaturkopien von „großen historischen Prozessen“ sind. Neben den Hauptautoren und Studien zur Mikrogeschichte untersucht Szijártó einige Bewegungen, die nicht streng mikrohistorisch zu sein scheinen, beispielsweise die deutsche Alltagsgeschichte oder die angelsächsische Ereignisanalyse. Eine der interessantesten Analogien von Szijártó bezieht sich auf die Fraktaltheorie und den fraktalen Charakter der mikrohistorischen Untersuchung. Szijártó betrachtet ein mikrohistorisches Ereignis als Synekdoche der Darstellung der historischen Realität, die im Kopf eines Historikers existiert und bringt die Mikrogeschichte den poetischen und fiktiven Gesichtspunkten der Postmoderne näher, da er die sprachlichen und poetischen Aspekte der Arbeit der Mikrohistoriker stark betont.
Der zweite Teil des Buchs, von Sigurður Gylfi Magnússon, behandelt drei Fallstudien. Die erste befasst sich mit dem Alltag der Landbevölkerung im Island des 19. Jahrhunderts, insbesondere mit der Einstellung der Bevölkerung zum Tod. Die zweite befasst sich mit einem der am häufigsten zitierten mikrohistorischen Werke, The Return of Martin Guerre von Natalie Zemon Davis. In Magnússons dritter Fallstudie handelt es sich sowohl um einen meta- als auch um einen mikrohistorischen Aufsatz über das persönliche Liebesleben des Autors und die Texte, die er aus schriftlichen Dokumenten und privaten Erinnerungen über eine besondere Liebesbeziehung erstellt hat. Der zweite Teil des Buches versucht daher nicht, den gesamten mikrohistorischen Korpus abzudecken, sondern konzentriert sich auf konkrete Beispiele. Diese speziellen Fallstudien veranschaulichen Magnússons Konzeption der Ziele und Möglichkeiten der Mikrogeschichte. Der mikrohistorische Ansatz, so argumentiert er, funktioniert völlig anders als Untersuchungen auf höherer Ebene, da er unterschiedliche Methoden und Quellen verwendet und in der Regel andere Schlussfolgerungen zieht, als dies bei Analysen auf der Makroebene der Fall ist. Der mikrohistorische Ansatz hat insofern einen singulären Charakter, als er Ereignisse in ihrem direkten Kontext untersucht, und diese Singularität der Geschichte bedeutet, dass sich mikrohistorische Werke nicht mit großen historischen Fragen oder Metanarrativen verbinden können. Die zentrale Möglichkeit des mikrohistorischen Ansatzes besteht nach Ansicht des Autors darin, die Absicht aufzugeben, große Fragen zu beantworten und sich stattdessen ausschließlich auf die Mikroebene, auf die Ereignisse selbst und die Personen, die sie produziert und / oder ausgehalten haben, zu konzentrieren.
Zusammenfassend beantworten die beiden Autoren die Frage „What is Microhistory?“ so unterschiedlich wie ihre Schreibstrategien. Während Szijártó einen breiteren Ansatz verfolgt, um diese (Teil-)Disziplin in den größeren Bereich der Geschichtswissenschaft einzubeziehen, konzentriert sich Magnússon auf bestimmte Werke und Ereignisse und betont den einzigartigen Charakter mikrohistorischer Untersuchungen.

## Rezeption
In seinem Kommentar zu What is Microhistory? für The Hungarian Historical Review, betont Tamás Kisantal:

„Das Buch nutzt die Möglichkeiten der doppelten Urheberschaft voll aus. Da beide Autoren (Mikro-) Historiker sind und sich durch ihre besonderen nationalen und kulturellen Hintergründe (einer ist ungarisch und der andere isländisch) außergewöhnliche Perspektiven ergeben, decken sie zusammen fast das gesamte Spektrum der Mikrogeschichte ab. Dementsprechend bieten ihre Standpunkte eine breitere Perspektive als Bücher, die von Autoren verfasst wurden, die der einen oder anderen der führenden Schulen für Mikrogeschichte angehören. Ihre Ansätze scheinen nicht an eine bestimmte Theorie oder Methodik gebunden zu sein. Das grundlegende Ziel der Autoren ist es, die vielfältigen möglichen Gesichtspunkte hervorzuheben, aus denen die Mikrogeschichte beurteilt werden kann.“

Richard D. Brown von der University of Connecticut betrachtet in seinem Review des Buches die Teile beider Autoren getrennt. Er bezeichnet den großräumigen Überblick über die Werke und Autoren den Szijártós Text gibt als Stärke seines Essays. Dennoch führt er hier auch die Kritik an, dass Szijártó aufgrund der großen Anzahl an vorgestellten Werken nicht allen Werken gerecht werden kann und ihm kleinere Fehler bei Inhaltsangaben unterlaufen sind.
Magnússons Herangehensweise beschreibt Brown als ungewöhnlich. Seiner Meinung nach fehlt Magnússons Teil nachvollziehbare Objektivität, da er viele Beispiele aus dem eigenen Privatleben miteinbezieht und vor allem auch die eigene wissenschaftliche Tätigkeit kritisch untersucht. Ob diese persönlichen Beispiele bereits als „Geschichte“ bezeichnet werden können und daher eine Relevanz für solch einen Text haben können, sieht Brown sehr kritisch. Dennoch lobt Brown Magnússons Erkenntnisse zu den Möglichkeiten und Grenzen der Mikrogeschichte als originell und verführerisch.
Veronika Korínková sieht die Stärke des Buches darin, dass es eine neue Debatte über die Position der Mikrogeschichte innerhalb der Historiographie anstößt. Es sei eine gute Einführung zur Mikrogeschichte und decke die Hauptherangehensweisen an das Thema ab. Sie lobt die Autoren auch dahingehend, dass sie dem Leser nicht ihre Sicht auf die Mikrogeschichte aufdrängen, sondern verschiedene Ansätze präsentieren, obwohl das Buch grundsätzlich von pro-mikrohistorischen Ansichten geprägt sei. Sie teilt Browns Meinung, dass Szijártós Teil einen guten Überblick bietet und Magnússons Teil mehr auf dessen persönliche Meinung und Erfahrung gestützt ist. Bei Szijártós Essay hebt sie die Gefahr heraus, dass der Leser etwas verwirrt werden könnte, durch die anfängliche Definition Szijártós der Mikrogeschichte und seinem anschließenden Willen, kein Werk bei seiner Aufzählung zu vergessen, welches mit der Mikrogeschichte in Verbindung gebracht werden könnte, auch wenn die Werke teilweise nicht in seine Definition passen. Magnússons Herangehensweise, den Fokus auf die Untersuchungsobjekte selbst zu legen und „grosse Historische Fragen“ in den Hintergrund zu stellen, beschreibt Korínková als postmodern geprägt. Darin sieht sie die Stärke, dass so Probleme der Repräsentation des Faches gelöst werden könnten. Dennoch räumt sie ein, dass sein Vorgehen für viele Historiker zu radikal erscheinen könne, da er ein zerstückeltes Bild der Geschichte impliziert.

## Auflagen
- Englische Originalauflage: Sigurður Gylfi Magnússon, István M. Szijártó: What is microhistory?: theory and practice. Routledge, London 2013, ISBN 0-415-69208-3.